# Thor Vilhjálmsson
Thor Vilhjálmsson (født 12. august 1925, død 2. marts 2011) var en islandsk forfatter, der modtog Nordisk Råds litteraturpris i 1988 for romanen Glødende mos. Han skrev også en række digtsamlinger og var fortaler for kunstnerisk frihed i Island.
Vilhjálmsson studerede nordisk litteratur ved Háskóla Íslands. I efterkrigsårene studerede han ved University of Nottingham og Sorbonne i Paris. Fra 1953 til 1955 var han ansat som bibliotekar på Islands nationalbibliotek og arbejdede desuden for Islands nationalteater fra 1956 til 1959. Vilhjálmsson var medstifter af bladet Birtingur og var medlem af redaktionen indtil 1968. I 1988 modtog han Nordisk Råds litteraturpris for romanen Glødende mos. Handlingen foregår i det 19. århundrede og er bygget op omkring en straffesag.